# Dupont Circle (metrostation)
Dupont Circle is een metrostation aan de Rode lijn van de metro van Washington. Het station is gelegen onder de rotonde Dupont Circle in het noordwestelijke deel van Washington D.C. Het station werd op 17 januari 1977 geopend.
Er zijn twee ingangen: de noordingang aan Q Street tussen Connecticut Avenue en 20th Street, en de zuidingang aan 19th Street tussen Dupont Circle en Sunderland Place.